# Meltem Akar
Meltem Akar (ur. 12 maja 1982 w Giresun) – turecka bokserka wagi junior muszej, mistrzyni Unii Europejskiej (2011) oraz trzykrotna mistrzyni Turcji (2013, 2015, 2016).

## Kariera
W czerwcu 2011 roku została mistrzynią Unii Europejskiej w kategorii do 48 kg. W finale turnieju, który odbywał się w Katowicach pokonała na punkty (17:9) Polkę Patrycję Bednarek. W październiku tego samego roku startowała na mistrzostwach Europy w Rotterdamie. Reprezentantka Turcji odpadła jednak już w 1/8 finału.
W lipcu 2013 roku broniła tytułu mistrzyni Unii Europejskiej w kategorii do 48 kg. Akar nie obroniła mistrzostwa, przegrywając na punkty z reprezentantką Walii Lynsey Holdaway. Pod koniec roku uczestniczyła również w igrzyskach sportów walki, gdzie doszła do półfinału w kategorii do 51 kg.
W 2016 reprezentowała Turcję na mistrzostwach świata oraz Europy, dochodząc kolejno do 1/8 i 1/16 finału.